# Ultraimperialismus
In der marxistischen Theoriediskussion wird als Ultraimperialismus eine – hypothetisch gedachte – friedliche Phase des Kapitalismus verstanden, die auf den Imperialismus folgt. Diese Idee unterstellt somit, dass der Imperialismus mit seinen kriegstreibenden Widersprüchen überwunden werden könne – und zwar systemimmanent innerhalb des Kapitalismus selbst. Verwandte Begriffe wie Superimperialismus, Hyper-Imperialismus oder auch Postimperialismus werden manchmal synonym verwendet, bedeuten aber nicht oder nicht immer dasselbe. Am ehesten entspricht der Terminus Kollektiv-Imperialismus dem Begriffsinhalt des Ultra-Imperialismus.
Als konstituierend und typisch für einen Ultra-Imperialismus gelten – neben dem Gewaltverzicht zwischen den entwickelten kapitalistischen Mächten und einer erfolgreichen Zusammenarbeit derselben in internationalen Organisationen – ein verstärkter Freihandel sowie zunehmende Kapitalverflechtungen bei gleichzeitig anwachsender Kapitalkonzentration. Damit unterschiede sich der Ultra-Imperialismus als kapitalistische Formation wesentlich von der des Imperialismus, der durch Tendenzen des Protektionismus – und zwar einer möglichst ausgedehnten Reservierung des nationalen Wirtschaftsgebiets durch Vergrößerung desselben bei gleichzeitiger Abschirmung nach außen – geprägt ist. Beiden Phasen gemeinsam wäre ihr monopolkapitalistischer Charakter, also die strukturelle Dominanz von Groß- und Riesenunternehmen.

## Begriffsherkunft
Die These eines Ultraimperialismus wird regelmäßig Karl Kautsky, dem Chef-Theoretiker der SPD zur Zeit des deutschen Kaiserreichs und Chef-Marxisten der II. Sozialistischen Internationale, zugeschrieben. Tatsächlich hat Kautsky diesen Begriff geprägt und 1914 erstmals in die Diskussion eingebracht. Allerdings bezeichnete er damit einen Sachverhalt, über den er bereits ab 1912 mehrfach spekuliert hatte. Er hatte postuliert, dass weltpolitisch ein „Stadium [näher rücke], in dem der Konkurrenzkampf der Staaten durch ihr Kartellverhältnis ausgeschaltet wird.“ Kautskys Ultraimperialismus war somit durch Staatenkartelle, d. h. politische Kartellstrukturen geprägt.
Diese Grundidee einer möglichen Befriedung des Imperialismus stammte jedoch gar nicht von Kautsky selbst:
Bereits Jahre vorher – 1902 – hatte der britische Sozialliberale John Hobson in einem vergleichbaren Zusammenhang von einem möglichen Inter-Imperialismus geschrieben, der gleichfalls durch ein Kartellbündnis der Großmächte („combination“ = Kartell resp. Kapitalzusammenschluss) konstituiert werde.
Und auch Karl Liebknecht äußerte bereits vor Kautsky – nämlich 1907 in seiner Broschüre „Militarismus und Antimilitarismus“ – die Ansicht, es könne eine „Vertrustung des überhaupt möglichen Kolonialbesitzes unter die Kolonialstaaten, sozusagen … eine Ausschaltung der Kolonialkonkurrenz zwischen den Staaten [eintreten …], wie sie für die private Konkurrenz zwischen kapitalistischen Unternehmern in den Kartellen und Trusts in gewissem Umfange erfolgt ist.“

## Zeitgenössische Kritik an der These eines Ultraimperialismus
Die bekannteste Kritik am Ultraimperialismus-Konzept stammt von Lenin. In seiner Schrift „Der Imperialismus als höchstes Stadium des Kapitalismus“ suchte er 1916 Kautsky zu widerlegen, indem er Erkenntnisse der zeitgenössischen Kartelltheorie der Unternehmen einbrachte, insbesondere die Labilität und Krisenträchtigkeit der Unternehmenskartelle wie auch die Unmöglichkeit einer bleibenden Regulierung oder Dämpfung der Konkurrenz durch diese. Er wies nach, dass – wenn Staatenkartelle genauso funktionierten wie Unternehmenskartelle – Kriege und Machtkämpfe nach wie vor notwendig und unvermeidlich seien und eine Kartellbildung zwischen imperialistischen Mächten allenfalls eine „Atempause zwischen Kriegen“ und sonstigen Konflikten unter ihnen darstellen würde.
Lenins Auseinandersetzung mit den Imperialismuskonzepten der SPD und der II. Internationale ist als Lenin-Kautsky-Debatte in die Geschichte der marxistischen Theorie eingegangen.

## Neuere Positionen zur These eines Ultraimperialismus
Nach dem II. Weltkrieg wandelten sich Beziehungen zwischen den kapitalistischen Mächten tatsächlich in Richtung auf Kautskys Vision eines Ultraimperialismus: Sie wurden intern friedlicher, politisch kooperativer und wirtschaftlich liberaler. In Gestalt internationaler Organisationen wie der NATO, der Europäischen Union, der OECD und anderen entstanden – kartellanaloge (?) – Bündnisse zwischen den westlichen Industriestaaten.
Diese Erscheinungen haben unter Marxisten immer wieder zu Diskussionen über eine Veränderung des Charakters des Kapitalismus resp. des Imperialismus geführt. Die These eines Ultraimperialismus ist dabei umstritten geblieben. Eine Mehrheit der Marxisten scheute davor zurück, die bewährte Basis der Imperialismustheorie zugunsten einer vagen, unausgeführten Theorieidee eines Ultra-Imperialismus aufzugeben. Dennoch hat dieses Konzept eine Handvoll Fürsprecher, etwa im angloamerikanischen Raum Martin Thomas oder im deutschsprachigen Hartmut Elsenhans. Zu einer nennenswerten Theoriebildung ist es jedoch nicht gekommen.
Die Staatenkartelltheorie – ein neuerer Ansatz innerhalb der Lehre von den internationalen Beziehungen – verwendet zwar die Grundperspektive des Ultraimperialismus-Konzepts, ist aber selbst keine marxistische Theorie.